# Andrzej Zahorski
Andrzej Zahorski (ur. 15 lipca 1923 w Warszawie, zm. 15 grudnia 1992 tamże) – polski historyk, profesor Uniwersytetu Warszawskiego oraz Wojskowej Akademii Politycznej.

## Życiorys
Ukończył IV Miejskie Gimnazjum Męskie im. gen. Jasińskiego przy ul. Skaryszewskiej 8. Studia na tajnym UW, magister - 1946, doktorat na UW 1951 od kierunkiem Janusza Wolińskiego, zastępca profesora - 1955, habilitacja na UW - 1958, profesor nadzwyczajny - 1966, profesor zwyczajny - 1974. Na UW wykłady zlecone jako docent UW od 1958. Zatrudniony w Instytucie Historycznym UW od 1961 jako docent w Katedrze Historii Powszechnej Nowożytnej i Najnowszej. Kierownik Katedry Historii Powszechnej Nowożytnej 1964–1969, kierownik Zakładu Historii Nowożytnej Powszechnej i Polski 1977–1980. Prodziekan Wydziału Historycznego UW 1962–1964. 
Według materiałów zgromadzonych w archiwum Instytutu Pamięci Narodowej był w latach 1967-1982 kontaktem służbowym Służby Bezpieczeństwa o pseudonimie „Andrzej”.
Kustosz w Centralnej Bibliotece Wojskowej 1947–1951 i w Muzeum Wojska Polskiego 1951–1954. Pracownik Zarządu Historyczno-Wojskowego Sztabu Generalnego WP. Nauczyciel licealny 1946–1951. Pracownik IH PAN 1955–1961. Docent w WAP im. F. Dzierżyńskiego 1958–1961. W latach 1982–1988 prezes Polskiego Towarzystwa Historycznego.
W latach 1990–1992 był dyrektorem Wojskowego Instytutu Historycznego.
Był jednym z najważniejszych polskich historyków epoki napoleońskiej i historii Warszawy. 
Pochowany w Alei Zasłużonych na Cmentarzu Wojskowym na Powązkach (kwatera C31-tuje-12).

## Ważniejsze prace
- 1959: Stanisław August polityk
- 1964: Paryż lat rewolucji i Napoleona
- 1970: Warszawa za Sasów i Stanisława Augusta
- 1972: Historia Warszawy (wraz z Marianem M. Drozdowskim, pod red. Stanisława Herbsta)
- 1974: Spór o Napoleona we Francji i w Polsce
- 1982: Napoleon (seria Biografie Sławnych Ludzi)
- 1988: Spór o Stanisława Augusta

## Odznaczenia i nagrody
- Medal pamiątkowy Wojskowego Instytutu Historycznego(1987)[5]
- Nagroda "Miesięcznika Literackiego" (1983) za książkę "Napoleon" (Państwowy Instytut Wydawniczy)[6]
- Nagroda „Miesięcznika Literackiego” (1988) za książkę "Spór o Stanisława Augusta" (Państwowy Instytut Wydawniczy)[7]
- Nagroda „Problemów” za całokształt działalności popularyzacyjnej w dziedzinie historii (1989)[8].